# یواس‌سی‌جی‌سی پاترول (۱۹۱۷)
یواس‌سی‌جی‌سی پاترول (۱۹۱۷) (به انگلیسی: USCGC Patrol (1917)) یک کشتی است که طول آن ۶۹ فوت ۰ اینچ (۲۱٫۰۳ متر) می‌باشد.